# Ordine di Sant'Anna
L'Ordine di Sant'Anna in russo Орден Святой Анны?, detto anche Ordine di Anna, fu un ordine cavalleresco dell'Holstein e poi dell'Impero russo. Esso venne fondato dal Duca Carlo Federico di Holstein-Gottorp il 14 febbraio 1735, in onore di sua moglie Anna Petrovna Romanova, figlia di Pietro il Grande di Russia. Il motto dell'ordine era "Amantibus Justitiam, Pietatem, Fidem" ("A quanti amano la giustizia, la pietà e la fedeltà"). Il giorno festivo dell'ordine cadeva il 3 febbraio.

## Storia
Inizialmente l'ordine aveva il nome di "Ordine di Anna" ed era composto di una sola classe di benemerenza. Gli statuti dell'ordine promulgati nel 1735 stabilivano che la medaglia dell'ordine consistesse in una croce vitrea smaltata di rosso con l'immagine di Sant'Anna nel medaglione centrale di questa; su ciascun braccio della croce, poi, si leggeva una lettera della sigla "A.I.P.F." ("Anna Imperatoris Petri Filia").
Nel 1742, Carlo Pietro Ulrico, figlio del Duca Carlo Federico, divenne Zar di Russia e portò questo ordine negli ordini cavallereschi di collazione russa. Il 15 aprile 1797, suo figlio, lo Zar Paolo I di Russia, stabilì che l'ordine entrasse ufficialmente a far parte del sistema di collazione degli ordini russi e che venisse diviso in tre classi, rinominandolo "Ordine di Sant'Anna". Lo Zar Alessandro I aggiungerà successivamente una quarta classe nel 1815.
Coloro che ricevevano l'onorificenza dell'Ordine di Sant'Andrea (il massimo degli ordini russi), simultaneamente ricevevano anche la I Classe dell'Ordine di Sant'Anna e lo Zar stesso se ne poneva a capo come Gran Maestro.
L'ordine fu soppresso dopo la rivoluzione russa del 1917. Attualmente appartiene alla famiglia Romanov come ordine dinastico.

## Insegne
- I Classe: indossa la croce appuntata su una fascia di dieci centimetri di larghezza che attraversa il corpo dell'insignito dalla spalla sinistra al fianco destro, oltre a godere di una stella da porre sulla parte destra del petto;
- II classe: indossa la croce appesa al collo tramite un nastro di 45mm;
- III classe: indossa la croce sul lato sinistro del petto;
- IV classe: spada decorata con un bottone con le insegne dell'Ordine

Tutte le onorificenze potevano essere corredate dall'aggiunta di due spade incrociate per i conferimenti ai militari od in tempo di guerra.
Il nastro dell'ordine era rosso, bordato d'oro ai lati.
| Nastri                 | Nastri                  | Nastri                 | Nastri                |
| ---------------------- | ----------------------- | ---------------------- | --------------------- |
| Cavaliere di IV classe | Cavaliere di III Classe | Cavaliere di II classe | Cavaliere di I Classe |
| Cavaliere di IV classe | Cavaliere di III Classe | Cavaliere di II classe | Cavaliere di I Classe |

## Insigniti illustri
- Pëtr Ivanovič Melissino
- Alessandro Gonzaga
- Jean Aicard
- Avram Iancu
- Constantin Prezan

### Galleria d'immagini

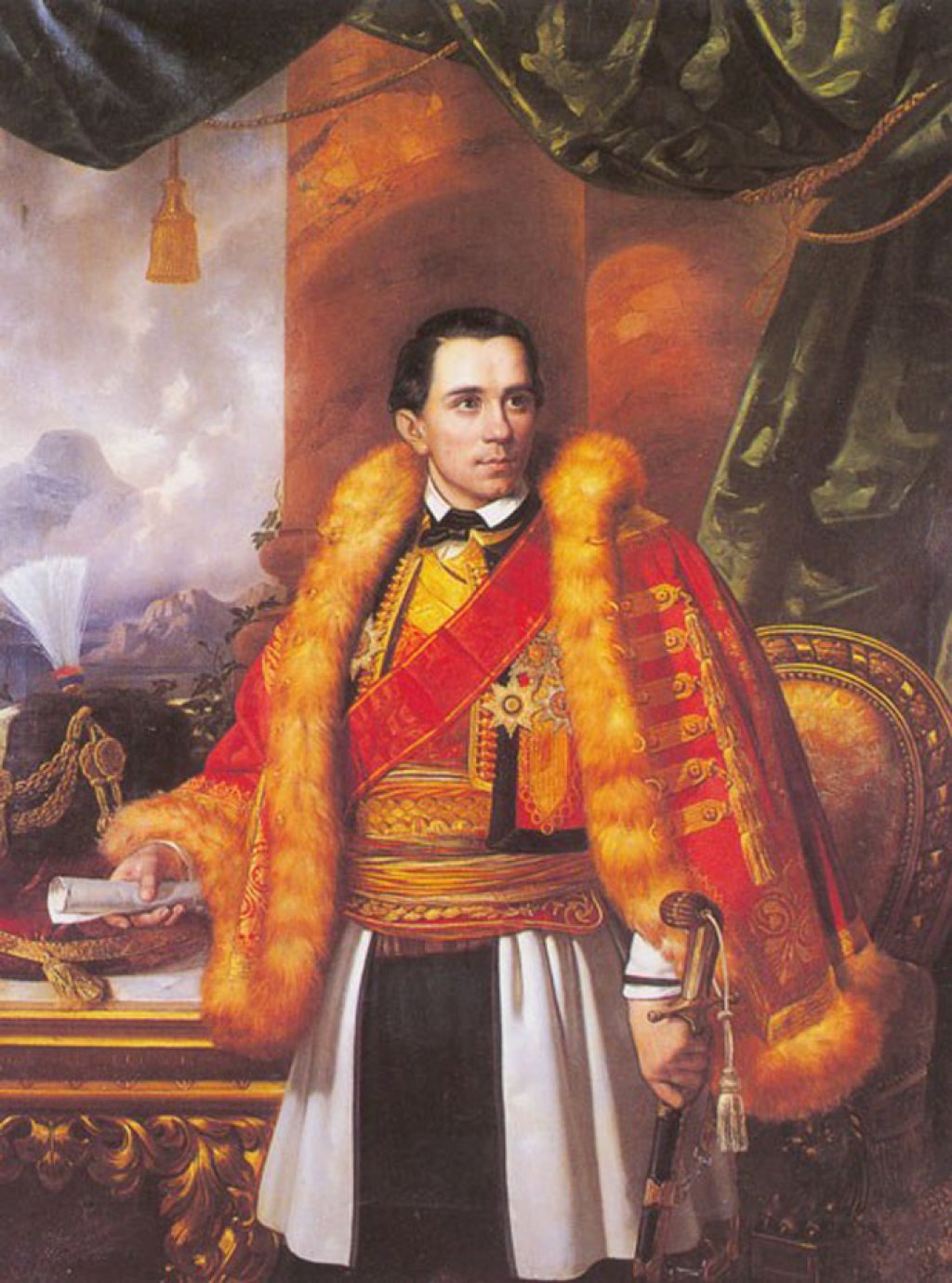
Danilo I del Montenegro
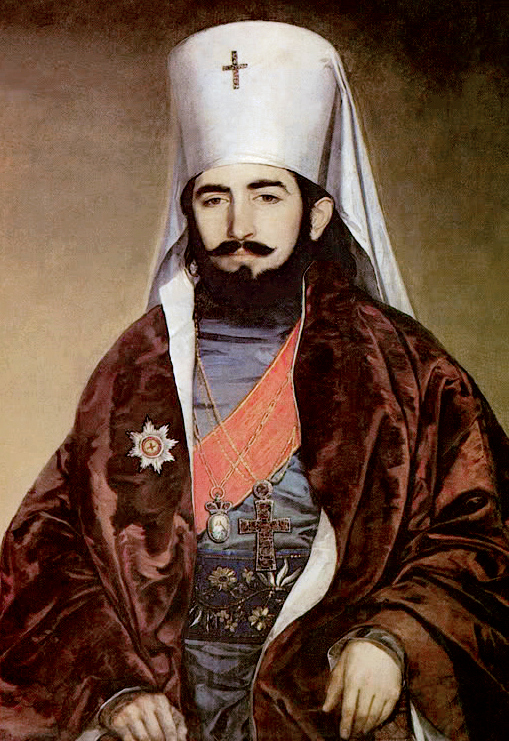
Petar II Petrović-Njegoš